# Georg Carl Ludwig Sigwart
Georg Carl Ludwig Sigwart (* 28. Oktober 1784 in Tübingen; † 29. März 1864 in Tübingen) war ein deutscher Biochemiker (klinische Chemie), Arzt und Botaniker.

## Biografie
Sigwarts Vater war Professor der Medizin in Tübingen. Der Großvater Georg Friedrich Sigwart (1753–1795), ebenfalls Professor der Medizin, war Leibarzt des Herzogs Carl Eugen von Württemberg. Vom Jahr 1800 bis 1806 studierte Sigwart in Tübingen Naturwissenschaften (Medizin, Physik, Chemie, Botanik) und Mathematik. 1808 wurde er mit einer experimentellen Arbeit über die Herbstzeitlose bei Gottfried Ploucquet (1744–1814)  promoviert. Weitere Lehrer und Wissenschaftler von Bedeutung für seine Laufbahn waren: Carl Friedrich Kielmeyer (1765–1844), Adolph Ferdinand Gehlen (1775–1815) und Johann Christian Reil (1759–1813). Sigwart hatte neben seinem naturwissenschaftlichen Interesse eine außerordentliche Sprachbegabung.
1808 ging Sigwart mit finanzieller Unterstützung aus einem württembergischen Fonds nach München zu Gehlen. Er arbeitete dort an dessen „Journal für Chemie, Physik und Medizin“ mit. Einem Ruf Reils nach Halle (Saale) folgend, ging er, nach nur einer Probevorlesung in Halle, 1810 nach Berlin, wohin Reil inzwischen berufen worden war. Wilhelm von Humboldt (1767–1835) hatte Reil für die Berliner Universität gewinnen können, wo Reil ab 1810 erster Ordinarius für Therapie und Anatomie und Direktor der medizinischen Klinik wurde. Sigwart wurde nun ein Assistent Reils und arbeitete in einem zeitgemäß gut ausgestatteten chemischen Labor (u. a. galvanische Batterie, Papin’scher Topf, Eudiometer, pneumatische Wanne). Reil hatte seiner Klinik neben dem klinisch-chemischen Labor mit Sigwart eine Abteilung für anatomische Untersuchungen angegliedert, die Johann Friedrich Meckel (1781–1833) leitete, und damit der Verbindung von Klinik und Paraklinik wichtige Impulse gegeben. Sigwart wurde mit namhaften Wissenschaftlern bekannt, wie Martin Heinrich Klaprot (1743–1817), Sigismund Friedrich Hermbstädt (1760–1833), Christian Samuel Weiß (1780–1856), Lorenz Oken (1779–1851), Henrich Steffens (1773–1845). Im Winter 1812/13 wurden die Hörsäle wegen der Befreiungskriege geschlossen. Sigwart konnte durch Vermittlung eines Freundes im Gefolge des als Finanzminister entlassenen und zum Zivilgouverneur von Schlesien ernannten Karl Freiherrn vom Stein zum Altenstein Berlin verlassen. Nach einer Zeit in Breslau kehrte er über Böhmen nach Tübingen zurück. Dort wurde er als Privatdozent für Chemie und Botanik und als Assistent Kielmeyers wieder an der Universität tätig. Sigwart wurde 1818 a.o. Professor der Arzneiwissenschaft, 1859 a.o. Professor 1. Klasse. Er heiratete 1821 Luise Friederike Burk, die Ehe blieb kinderlos.

## Wissenschaftliche Leistungen

### Münchner Zeit (1808–1810)
Sigwart führte hier Experimente zur Lichtbrechung und zur elektrochemischen Spannungsreihe durch. Er übersetzte eine Abhandlung von Joseph Louis Gay-Lussac (1778–1850) und setzte sich kritisch mit ihr auseinander, deckte dabei u. a. Verstöße Gay-Lussacs gegen Prioritätsrechte anderer Forscher auf. Im Journal Gehlens rezensierte er in einer eigenen Rubrik wissenschaftliche Veröffentlichungen englischer und französischer Journale.

### Berliner Zeit (1810–1812/13)
Die Vorlesungen Sigwarts an der philosophischen Fakultät als Privatdozent behandelten die „Chemie der organischen Körper“, „Chemische Analyse des Blutes“ und „Chemische Analyse des menschlichen Körpers“. Das klinisch-chemische Laboratorium befand sich wie die Reilsche Klinik in der Berliner Friedrichstrasse 101, später 103, diese räumliche Nähe ermöglichte eine unmittelbare Untersuchung des Patientenmaterials.
Sigwart war weiter als Übersetzer tätig, er übertrug einen Vortrag des berühmten Chemikers Jöns Jacob Berzelius (1779–1848) aus dem Englischen ins Deutsche, wobei er Kritik auch an Berzelius’ Lehrbuch der Tierchemie äußert. Sigwart nimmt bei dieser Gelegenheit innovativ eine Einteilung der physiologischen Chemie in deskriptive und dynamische Biochemie vorweg (den Begriff Biochemie benutzte Sigwart noch nicht, er fand erst Mitte des 19. Jahrhunderts Eingang in die Literatur). Bei Überlegungen zu den Wirkungen von Arzneien im menschlichen Organismus wies er auf die Bedeutung des Wechselspiels zwischen den chemischen Substanzen, Organen und Körperflüssigkeiten hin, sodass bereits Ansätze eines pharmakodynamischen Verständnisses erkennbar werden. Physiologische Chemie, Pathobiochemie und Pharmakologie seien in ihren Zusammenhängen und ganzheitlich von der klinischen Chemie aus zu betrachten. Diese Vereinheitlichung trieb Sigwart allerdings unzulässig weit, da er Rückschlüsse von pathologischen Zuständen auf grundsätzliche physiologische Prozesse zog (vgl. Thomas Müller).
Einen zentralen Stellenwert hatten für Sigwart Untersuchungen zur Zusammensetzung des Blutes, erstmals erfasste er quantitativ die Anteile fester und flüssiger Bestandteile (Blutplacenta bzw. Blutkuchen und Blutflüssigkeit) und versuchte eine Interpretation. Die Zentrifugation von Blut zur Auftrennung von zellulärem und serösem Kompartiment wurde erst 1852 beschrieben. Er erfasste die Faserstoffe des Blutes  quantitativ (Fibrin war noch unbekannt). Ein weiterer Untersuchungsgegenstand war, ob Blut Art-, Geschlechts- und Altersunterschiede aufweist. Dabei stellte er die relative Konstanz der Blutzusammensetzung bei einem Individuum unabhängig von der Portionierung und der Entnahmestelle fest. Weitere Verdienste liegen im Beschreiben von Blutpigmenten, die erst später als Hämoglobin, Verdoglobin und Bilirubin näher gekennzeichnet wurden. Cholesterin beschrieb er wahrscheinlich erstmals im Blut, ohne die Substanz identifizieren zu können.
Ob die Sigwart bisher zugeordneten Erkenntnisse zur Zusammensetzung von Gallen- und Harnsteinen tatsächlich auf ihn zurückgehen, ist fraglich. Die entsprechende Arbeit: „Ueber die Entstehung und Natur der thierischen Concremente, insbesondere aber der Gallensteine. Reils Archiv für die Physiologie 11 (1812), 237-262“ wurde vom Arzt Moritz Adolph Mosovius, wahrscheinlich jüdischer Abstammung aus Königsberg, als Inauguraldissertation in Berlin verfasst und noch 1812 als Monografie in Halle gedruckt. In diesen veröffentlichten Versionen fehlen Hinweise auf Sigwart. Vom Untersuchungsmaterial (etwa 200 Gallen- und Harnblasensteine, die nur durch Spontanabgang oder postmortem gewonnen werden konnten) hätten nur wenige aus der Reilschen Klinik selbst stammen können. Wegen der Entstehungszeit (1812) und des Entstehungsortes (Berlin) sowie der Diktion ist aber eine Betreuung oder Beteiligung Sigwarts nicht ausgeschlossen. In dieser Arbeit werden Cholesterin (noch nicht so benannt) und Bilirubin in Gallensteinen beschrieben. Außerdem werden klinische Bezüge zum Auftreten von Gallensteinen (bevorzugt bei Frauen, Adipositas, hohes Alter) hergestellt und zur Krankheitsprävention eine frische Pflanzenkost empfohlen.

### Tübinger Zeit (ab 1813)

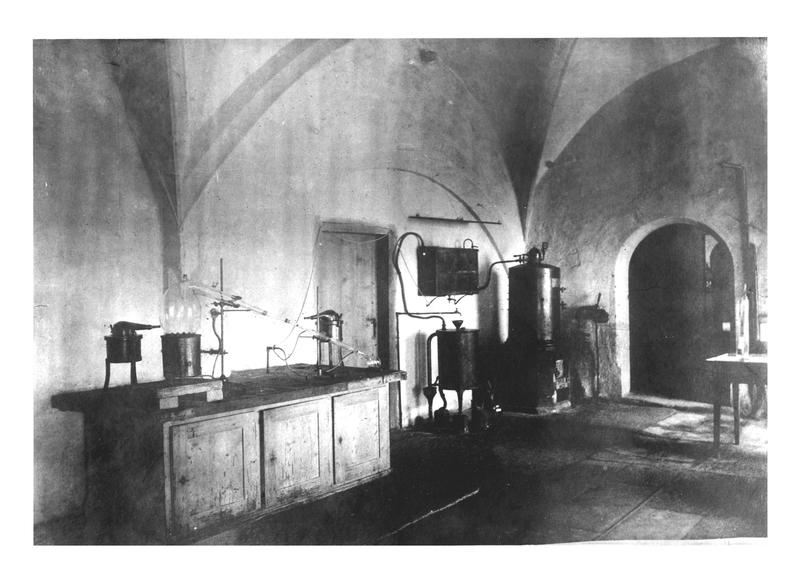
Schlosslabor Hohentübingen, um 1870, eines der frühesten biochemischen Labore

Nach dem durch die Befreiungskriege erzwungenen unfreiwilligen Ende der Berliner Tätigkeit, Verlust einflussreicher Förderer und Freunde (Kielmeyer verließ die Universität Tübingen, Reil war an Typhus verstorben) fehlten wesentliche Stützen für die Fortsetzung der klinisch-chemischen Forschung Sigwarts. Dem von seinem Wesen her bescheidenen und zurückhaltenden Wissenschaftler gelang es nur unzureichend, die nötige ideelle und materielle Unterstützung für seine Vorhaben einzufordern. In Briefen an den König Wilhelm I. von Württemberg musste er zweimal um die Erhöhung seiner Bezüge betteln, da das Gehalt nicht ausreichte, um den Lebensunterhalt und die Anschaffung von Geräten und Materialien für das Labor zu finanzieren. Die geplante Abfassung einer eigenen Lehre der Zoochemie unterblieb. Er hielt Vorlesungen sowohl über tierische als auch allgemeine Chemie, über pharmazeutische, forensische und medizinische Chemie. Von 1816 bis 1827 war er Assistent des anorganisch-chemisch ausgerichteten Christian Gottlob Gmelin (1792–1860), mit dem es allerdings zu Reibereien kam. 1845 bewarb sich Sigwart um ein physiologisch-chemisches Extraordinariat, das aber schließlich Julius Eugen Schloßberger (1819–1860) erhielt, dem dessen bessere Beziehungen geholfen haben sollen. Das 1816 an die Universität übertragene Schloss Hohentübingen bot mit seiner ehemaligen Schlossküche die Räumlichkeiten für die Laborarbeit Sigwarts, dem umständehalber nur die Ausrichtung auf die Agrochemie blieb. Nach dem Tod Gustav Schüblers (1787–1834) übernahm Sigwart die Vorlesungen über Agrikultur und technische Chemie. Er erhielt auch die Instrumente des agronomischen Instituts und die mit dem Institut verbundenen Geldmittel und konnte sich später ein eigenes bescheidenes Labor einrichten. Die noch folgenden Publikationen beschäftigten sich mit umfangreichen chemischen Untersuchungen von Mineralwässern in Württemberg. Eine große Leidenschaft blieb bis zum Lebensende die Botanik, Sigwart verfasste noch in fortgeschrittenem Alter ein botanisches Verzeichnis und übersetzte ein mehrbändiges Handbuch der Gartenkunst.

## Würdigung

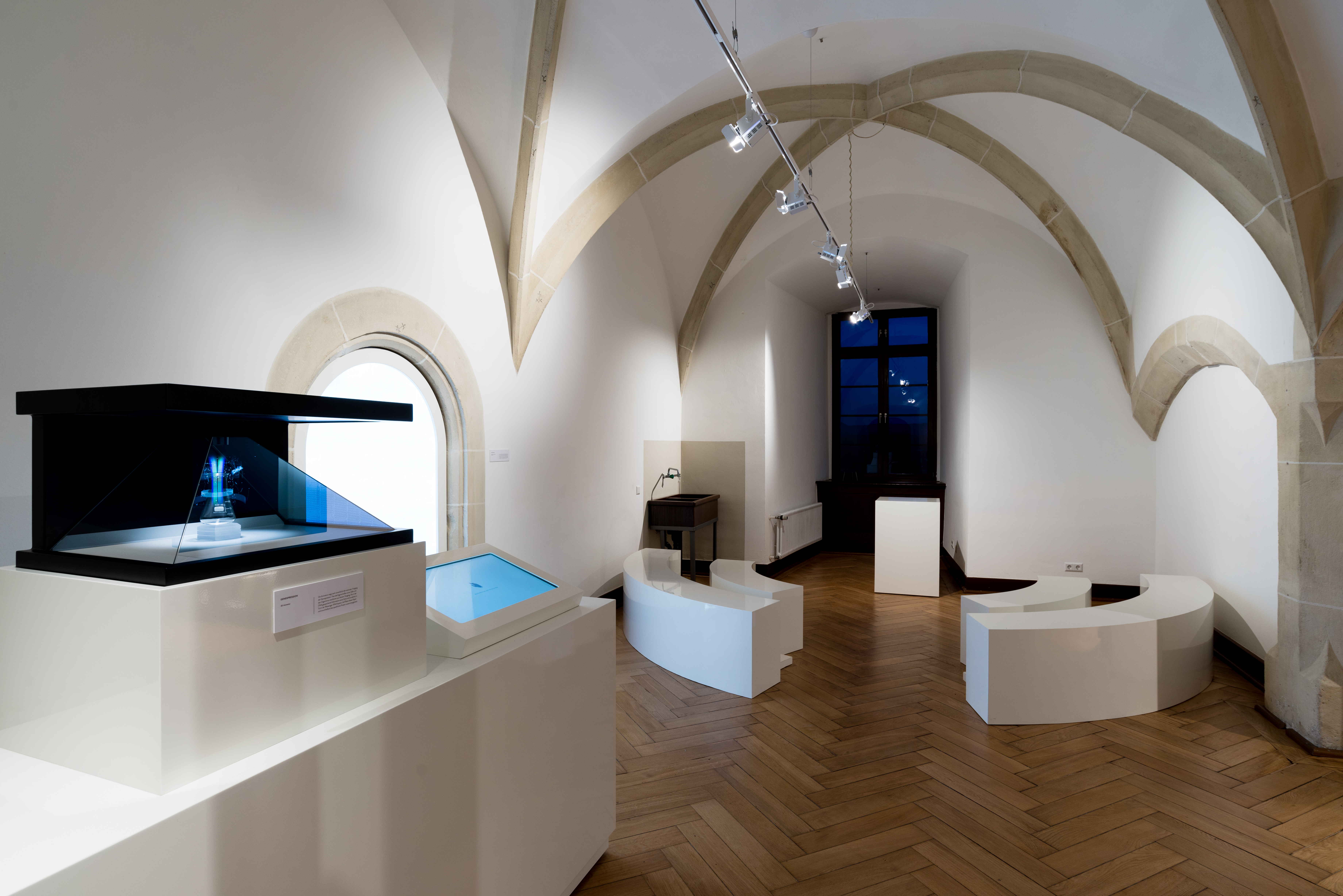
Aktuelle Dauerausstellung "Schlosslabor Tübingen. Wiege der Biochemie", Museum der Universität Tübingen MUT

Sigwart distanzierte sich unter der Einflussnahme Reils mit kritischer Beobachtung physiologischer Erscheinungen und dem Einsatz von Experimenten von der vorherrschenden Naturphilosophie in der Medizin. Er wurde in nur knapp zwei Jahren von 1810 bis 1812/13 zu einem Pionier der klinischen Chemie in Deutschland. In Reils Klinik an der Berliner Universität wurde die romantisierende Medizin verlassen und mit routinemäßigen Laboruntersuchungen an stationär behandelten Kranken eine neue Ära eingeleitet. Jedoch brach diese Entwicklung durch den frühen Tod Reils 1813 und die politischen Wirren in den Revolutionskriegen ab. Trotzdem wurde die klinische Chemie hier wegbereitend in Forschung, Lehre und auf die klinische Praxis bezogen als keimende eigenständige Wissenschaftsdisziplin erprobt. Durch die mangelhaften materiellen Möglichkeiten, die politischen Entwicklungen, Tod und Weggang von Förderern und Freunden konnten die Ambitionen Sigwarts zur Fortführung einer klinisch-chemischen Forschung bedauerlicherweise nicht realisiert werden. Trotzdem waren auch seine Tübinger Jahre gekennzeichnet von intensiver wissenschaftlicher Lehrtätigkeit, chemischer, botanischer und lebensmittelchemischer Forschung sowie Übersetzungsarbeiten. Sigwart war seit jungen Jahren bis ins Alter als Übersetzer englischer, französischer und italienischer Schriften überwiegend botanischen und chemischen Inhalts tätig geworden.
Politisch und wissenschaftlich blieb Sigwart nicht wirkungslos. 1853 leitete er die Verhandlungen der Section für Botanik, Land- und Forstwirthschaft der 30. Versammlung deutscher Naturforscher und Ärzte in Tübingen, was als Hinweis für seine durchaus auch überregional anerkannte wissenschaftliche Reputation zu werten war. Gemeinsam mit anderen Tübinger Professoren unterstützte Sigwart die Petition Ludwig Uhlands (1787–1862) zur diplomatischen Unterstützung des polnischen Aufstandes 1830/31 gegen die russische Herrschaft.
2015 wurde in den Räumlichkeiten der ehemaligen Küche des Schlosses Hohentübingen vom Museum der Universität Tübingen MUT der Museumsraum "Schlosslabor Tübingen: Wiege der Biochemie" eingerichtet. Er thematisiert vor allem die Einrichtung eines der weltweit ersten (1818) biochemischen Labore an diesem Ort.

## Veröffentlichungen
- Einige Beobachtungen ueber das Verhalten der Herbstzeitlosen gegenüber den blauen Pflanzenfarbstoffen, die Säure und ihre Gegenteil anzeigen. Tübingen 1808.
- Ueber die Brechung durch einfache und zusammengesetzte Körper. In: Gehlens Journal für Chemie, Physik und Mineralogie. 9, 1810, S. 415–425.
- Bemerkungen zu Gay-Lussac´s Abhandlung ueber das Verhältnis der Oxydation der Metalle zu ihrer Sättigungskapazität für Säuren. In: Gehlens Journal für Chemie, Physik und Mineralogie. 9, 1810, S. 480–483.
- Ueber Berthollets chemische Masse. In: Schweiggers Journal für Chemie und Physik. 1811, S. 352–357.
- Resultate einiger Versuche ueber das Blut und seine Metamorphosen. In: Reils Archiv für die Physiologie. 12, 1815, S. 1–12.
- Bemerkungen über die Bewegungen der Mimosa pudica, in welchen sich ein deutlicher Unterschied des äußeren und innern Eindrucks zeigt, aus dem Institut fuer Cultur der Naturlehre der Organismen. In: Reils Archiv für die Physiologie. 12, 1, 1815, S. 13–36.
- Bemerkungen ueber einige Gegenstände der thierischen Chemie. In: Meckels Deutsches Archiv für die Physiologie. 1, 2, 1815, S. 202–220.
- Gutachten an den Stadtrat zu Mergentheim über die chemische Zusammensetzung des Mergentheimer Mineralwassers. Tübingen 1830.
- Über die Mineralwasser in dem Königreich Württemberg und in den angrenzenden Gegenden, nebst Bemerkungen über das Verhältniss ihrer Mischung und Temperatur zu den Gebirgsarten (1931).
- Chemische Untersuchung des Schwefelwassers bei Sebastiansweiler. 1831.
- Chemische Untersuchung des Wildbader Mineralwassers. 1831.
- Eine Untersuchung des Cannstatter Mineralwassers nebst Bemerkungen über die verschiedenen Verfahrungsarten, die Menge des Kohlensauren Gases in Sauerwassern zu bestimmen. (1834).
- Ueber die merkwuerdige Erscheinung und ueber ein neues Verfahren die Menge des kohlensauren Gases in Mineralwasser zu bestimmen. In: Kastners Archiv für die gesamte Naturlehre. 1834.
- Beschreibung der in Niederau aufgefundenen Mineralquellen. Tübingen 1834.
- Chemische Untersuchungen des Schwefelwassers bei Reutlingen. 1835.
- Übersicht der im Königreich Württemberg und in den angrenzenden Gegenden befindlichen Mineralwasser und ihrer Vorkommens-Verhältnisse. Stuttgart 1836.
- Vorkommen und Entdeckung des Jod. In: Württembergische Jahreshefte. 1849 und 1853.
- Verzeichnis der Pflanzenfamilien, welche der Flora Deutschlands angehören. Tübingen 1861.

## Übersetzungen
- J. L. Gay-Lussac: Ueber das Verhältnis der Oxydation der Metalle zu ihrer sättigungskapazität für Säuren. In: Gehlens Journal für Chemie, Physik und Mineralogie. 9, 1810. (Aus dem Französischen)
- J. J. Berzelius: Uebersicht der Fortschritte und des gegenwärtigen Zustandes der thierischen Chemie. In: Schweiggers Journal für Chemie und Physik. 12, 1814, S. 361–399. (Aus dem Englischen)
- Untersuchungen über das Atemholen und die Schwimmblase der Fische: Untersuchungen über die Respiration der Fische. Von Provencal und Humboldt, S. 86–121 Band 1, Heft 1 Nachtrag zu der Abhandlung über die in der Schwimmblase der Fische enthaltene Luft. Von Biot, S. 122–124. In: Schweiggers Journal für Chemie und Physik. 1811.
- L. Noisette: Vollständiges Handbuch der Gartenkunst, enthaltend die Gemüse-, Baum-, Pflanzen, Blumen- und Landschaftsgärtnerei. (in 8 Bänden), 1826–1830. Aus dem Französischen. Dem Handbuch beigefügt: Philipp Ré: Eine Classifikation und Charakteristik der Krankheiten der Gewächse. (Aus dem Italienischen.)